# 水引村
水引村（みずひきむら）は、鹿児島県にあった自治体。
- 1891年の二村分割以前の水引村についてはこの項目の「#町村制施行から分割まで」を参照。
- 1891年の二村分割以後に西水引村となり、その後水引村に改称した自治体についてはこの項目の「#分割以降」を参照。
- 1891年の二村分割以後に東水引村となり、その後平佐村、隈之城村と合併し、川内町となった自治体については「東水引村」を参照。

## 町村制施行から分割まで
水引村（みずひきむら）は鹿児島県の北西部、高城郡にあった村。
網津にある石灰工場の収益の独占を狙い、網津地区民より分村問題が発生し、1891年（明治24年）4月に東水引村と西水引村に分割されたことにより自治体としては消滅した。また、#分割以降で説明する水引村は二村分割の際の西水引村にあたる。

### 概要
川内平野の中央部、川内川の下流の北岸にあった。大字は網津、草道、小倉、五代、宮内、大小路の6大字から構成されており、現在の薩摩川内市網津町、港町、水引町、湯島町、小倉町、五代町、宮内町、上川内町、御陵下町、大王町、花木町、若葉町、大小路町、国分寺町、東大小路町の全域および原田町の一部に当たる。

### 沿革
江戸時代頃は薩摩藩の行政区域であった「水引郷」に属していた村が水引村となり、江戸期より地頭仮屋は宮内村に置かれ、町村制施行後、地頭仮屋跡に村役場が設置された。
- 1889年（明治22年）4月1日 - 町村制施行に伴い、網津村、草道村、小倉村、五代村、宮内村、大小路村が合併し、水引村が成立。
- 1891年（明治24年）8月8日 - 大字網津、草道、小倉の区域が「西水引村」となり、大字大小路、宮内、五代の区域が「東水引村」に解体分割された[2]。

### 行政
- 村長：浜田幸雄（1901年 - 1901年4月）

#### 歴代村長
町村制施行以降の村長を記載する。『川内市史 下』170頁の表記に基づく。但し、旧字体については新字体に置換えるものとする。
| 代       | 氏名     | 就任期間           |
| -------- | -------- | ------------------ |
| 初代村長 | 永里隆基 | 1889年 - 1901年    |
| 二代村長 | 浜田幸雄 | 1901年 - 1901年4月 |

## 分割以降
水引村（みずひきむら）は鹿児島県の北西部、薩摩郡にあった村。1951年（昭和26年）4月1日に川内市に編入されたのに伴い、自治体としては消滅した。
ここでは上記の水引村から分割された西水引村及び西水引村が改名した後の水引村について解説する。

### 概要
川内平野の中央部、川内川の下流北岸に位置していた。大字は網津、小倉、草道の3大字から構成されており、現在の薩摩川内市網津町、港町、水引町、湯島町、小倉町にあたる。
村域内の網津には石灰工場が所在しており、網津地区民はこの工場の利益独占を図り分村問題を起こし、1891年（明治24年）には水引村は網津、小倉、草道の3大字が西水引村となり、その他の区域は東水引村に解体分割されることとなった。

### 沿革
- 1891年（明治24年）8月8日 - 水引村が解体分割され大字網津、小倉、草道の3大字より西水引村が成立[4]。
- 1897年（明治30年）4月1日 - 郡の統合により高城郡から薩摩郡に所属が変更[5]。
- 1929年（昭和4年）5月20日 - 東水引村が隈之城村、平佐村と合併し川内町となったのに伴い、西水引村の西の文字を除き、水引村に改称[6]。
- 1951年（昭和26年）4月1日 - 水引村が川内市に編入される[7]。

### 地域

#### 教育
中学校
- 水引村立水引中学校

小学校
- 水引村立水引小学校

### 行政

#### 歴代村長
町村制施行以降の村長を記載する。『川内市史 下』169頁から170頁の表記に基づく。但し、旧字体については新字体に置換えるものとする。
| 代       | 氏名       | 就任期間        |
| -------- | ---------- | --------------- |
| 初代村長 | 緒方維則   | 1889年 - 1893年 |
| 二代村長 | 塚元淳一   | 1893年 - 1894年 |
| 三代村長 | 小田原秀大 | 1895年 - 1896年 |
| 四代村長 | 村尾重一   | 1896年 - 1900年 |
| 五代村長 | 塚元淳一   | 1900年 - 1913年 |
| 六代村長 | 高木正七   | 1913年 - 1921年 |
| 七代村長 | 山本精一   | 1921年 - 1925年 |
| 八代村長 | 浜田豊吉   | 1925年 - 1929年 |

### 人口
以下の人口遷移表は『角川日本地名大辞典 46 鹿児島県』の503頁及び597頁の記述に基づく。
凡例
|  | 人口（人） |

| 1902年 | 3,437 |  |
| 1921年 | 4,980 |  |
| 1950年 | 6,880 |  |

### 交通

#### 道路

##### 一般国道
- 国道3号

#### 鉄道
- 日本国有鉄道鹿児島本線
  - 草道駅